# Copa da Escócia de 1908–09
A Copa da Escócia de 1908-09 foi a 36º edição do torneio mais antigo do futebol da Escócia. Esta temporada não foi finalizada devido a graves distúrbios na repetição da final entre o Celtic F.C. e o Rangers F.C..

## Premiação
| Copa da Escócia de 1908-09 |
| Escócia                    |
| -------------------------- |
| Não houve campeão          |